# Senillé-Saint-Sauveur
Senillé-Saint-Sauveur è un comune francese del dipartimento della Vienne nella regione dell'Aquitania-Limosino-Poitou-Charentes.
È stato creato il 1º gennaio 2016 dalla fusione dei preesistenti comuni di Saint-Sauveur e Senillé.
Il capoluogo è la località di Saint-Sauveur.